# Gouvernement Jean Charest
Monarchie 
 constitutionnelle à 
 régime parlementaire
Gouvernement 
 Bernard Landry Gouvernement 
 Pauline Marois
Le gouvernement Jean Charest est le gouvernement québécois formé par le premier ministre Jean Charest, au pouvoir de 2003 à 2012. Il est formé à la suite des élections générales du 14 avril 2003 où le Parti libéral du Québec obtient la majorité des sièges à l'Assemblée nationale du Québec. À la suite de cette élection, le chef du Parti libéral, Jean Charest, est devenu premier ministre. Le mandat du gouvernement est renouvelé lors des élections générales de 2007 et celles de 2008. Toutefois, entre les élections de 2007 et de 2008, le Parti libéral forme un gouvernement minoritaire puisqu'il ne bénéficie pas de la majorité des sièges à l'Assemblée nationale, une situation qui ne s'était pas produite depuis le gouvernement de Lotbinière en 1878. Le gouvernement Charest est battu lors des élections générales québécoises de 2012.
Le gouvernement de Jean Charest traverse plusieurs phases durant sa période au pouvoir. Au début de son mandat, de 2003 à 2005, le gouvernement tente de mettre en place plusieurs politiques publiques visant la rationalisation de l'État et un plus grand recours au secteur privé. Les projets de partenariat public-privé en sont un exemple. À la suite des élections de 2007, le gouvernement de Jean Charest met sur pied la Commission Bouchard-Taylor afin de répondre aux inquiétudes des Québécois sur diverses questions identitaires. Les années suivantes sont marquées par plusieurs projets de loi visant à réagir à la crise économique de 2008. Le gouvernement met sur pied le Plan Nord visant à accroître le développement économique dans le Nord québécois. Durant cette même période, le gouvernement est aussi aux prises avec plusieurs scandales de corruption relativement aux financements des partis politiques au Québec.

## Caractéristiques
Durant sa campagne électorale de 2003, le Parti libéral du Québec avait promis une meilleure gestion des finances publiques et une baisse des impôts des contribuables. Il avait promis également un traitement équitable pour les villes fusionnées de force par les gouvernements Bouchard et Landry.
À la première session, le gouvernement Charest annonce des coupes dans tous les ministères sauf dans ceux de la Santé et de l'Éducation. Un référendum est promis afin de donner aux citoyens des municipalités fusionnées par le gouvernement en 2001 la possibilité de se prononcer une fois pour toutes sur l'annexion de leur ville. Cet exercice mécontente néanmoins plusieurs opposants car une participation de 35 % des personnes habiles à voter est requise afin de valider la défusion, même si le « Oui » atteint le 50 % + 1 voix. Dans les mois qui suivent, les coupes dans l'aide sociale ainsi que dans les prêts et bourses, l'annonce de la sous-traitance dans la fonction publique et la remise à plus tard de la baisse des impôts font baisser singulièrement la cote de popularité du gouvernement. Des manifestations de protestation ont lieu à la fin de 2004, ainsi que pendant toute l'année 2005 ; le taux d'insatisfaction à l'été 2005, atteint le record de 77 %. En 2006, l'annonce de la privatisation partielle du mont Orford ne contribue pas à rehausser sa popularité.
Les relations du gouvernement Charest avec Ottawa sont courtoises mais fermes. Comme celui de Landry avant lui, il tente de négocier un rééquilibre fiscal avec le fédéral. En matière environnementale, il se prononce pour le protocole de Kyoto et déplore que le gouvernement Harper ait décidé de le mettre de côté.
En 2006, le gouvernement Charest tente de profiter du contexte économique favorable (le taux de chômage descend à 7,7 % en octobre, le plus bas depuis trente ans) pour rehausser sa cote auprès de la population. Il crée également le Fonds des générations, chargé de diminuer le poids de la dette publique.
Toutefois, le gouvernement du Parti libéral s'est aussi illustré avec une explosion record de l'endettement public de l'ordre de 60 milliards de dollars additionnels, dans un contexte de crise économique mondiale dévastateur, (La Presse), qui amènera Philippe Couillard, en 2014, à instaurer des mesures d'austérité pour revenir en 2016 à l'équilibre budgétaire, le Parti québécois n'ayant pas eu le temps de le faire dans son mandat de 2012 à 2014.
2011-2012 : la colère de la population
Après 9 ans de pouvoir, l'image du Parti libéral est ternie notamment par des allégations de corruption, de collusion et de copinage (source) dans l'octroi des contrats de travaux publics. Après avoir refusé pendant des années de mettre sur pied une commission d'enquête, le premier ministre Charest cède à la pression populaire en 2011 et accepte de créer la Commission Charbonneau qui s'avérera dévastatrice pour l'entourage du Parti libéral mais presque sans conséquence sur les autres partis. Déjà, en février 2011, une pétition de 248 000 noms exigeant la démission de Jean Charest avait été déposée à l'Assemblée nationale du Québec.
En février 2012, la hausse des droits de scolarité décrétée par le gouvernement Charest déclenche une contestation générale populaire qui embrasera plusieurs villes du Québec. La grève générale des étudiants, bientôt rejoints par de larges segments de la société civile, durera six mois et servira de prétexte au déclenchement des 40e élections générales québécoises.
Le 4 mai 2012, une violente manifestation éclate lors du Conseil général du Parti libéral qui avait été déplacé par prudence de Montréal à Victoriaville. Des citoyens sont arrêtés ou blessés par la riposte des policiers appelés à la protection des représentants du parti au pouvoir. Selon l'interprétation de Radio-Canada, la voiture de police qui a foncé sur la foule cherchait à secourir un policier après qu'il eut été « frappé par des manifestants ». Toutefois, selon des témoignages, c'est l'inverse qui se serait produit.
Le 22 mai 2012, au moins 250 000 citoyens en colère descendent dans la rue (vidéo) pour exiger la fin du gouvernement du Parti libéral.
Le 1er août 2012, Jean Charest déclenche de manière anticipée les élections générales, notamment en raison du climat social fragile. Lui et son parti sont finalement défaits le 4 septembre 2012 après l'élection à l'arraché du Parti québécois, par seulement 15 000 voix d'avance pour toute la province.

## Chronologie

### Premier mandat (2003–2007)
- 29 avril 2003 : assermentation du cabinet Charest devant le lieutenant-gouverneur Lise Thibault.
- Mai 2003 : le gouvernement annonce la tangente qu'il prendra au cours des années suivantes. Des compressions budgétaires auront lieu dans tous les ministères sauf dans ceux de la Santé et de l'Éducation. Le ministère de l'Emploi et de la Solidarité sociale sera coupé de 100 millions de dollars et l'universalité des garderies à cinq dollars prendra fin.
- 6 juin 2003 : dépôt du projet de loi sur les défusions municipales.
- 11 juillet 2003 : les premiers ministres provinciaux, réunis à Charlottetown, annoncent la création d'un Conseil de la fédération.
- 14 septembre 2003 : Jean Charest annonce l'entrée de la sous-traitance dans la fonction publique.
- 12 novembre 2003 : annonce que les frais de garderie passeront de 5 $ à 7 $ le 1er janvier.
- 11 décembre 2003 : les syndicats manifestent contre la sous-traitance à Montréal et Québec.
- 12 décembre 2003 : Paul Martin devient premier ministre du Canada.
- 17 février 2004 : l'escouade anti-émeute lance des gaz lacrymogènes contre des étudiants qui manifestaient devant l'Assemblée nationale.
- 27 avril 2004 : Marc Bellemare annonce son retrait de la vie politique.
- 20 juin 2004 : tenue de référendums sur les défusions à Montréal, Québec, Gatineau, Longueuil, Shawinigan, Sherbrooke et Val-d'Or. Montréal et Longueuil reviennent presque au statu quo ante. À Québec, seules L'Ancienne-Lorette et Saint-Augustin-de-Desmaures défusionnent. À Gatineau, la défusion de Masson-Angers est décidée par 3 voix. Les autres villes maintiennent le statu quo.
- 4 octobre 2004 : Québec annonce des investissements de 2 milliards de dollars dans l'énergie éolienne en Gaspésie.
- 10 novembre 2004 : les étudiants des cégeps et des universités manifestent à travers le Québec pour protester contre les coupes dans les prêts et bourses.
- 7 mars 2005 : nouvelles manifestations étudiantes à Montréal et Québec. À Québec, les étudiants passent la nuit dans des abris de fortune en face de l'Assemblée nationale.
- 2 avril 2005 : entente de principe entre les fédérations étudiantes et le gouvernement.
- 20 avril 2005 : grève générale dans l'enseignement.
- 25 mai 2005 : Yves Séguin annonce son retrait de la vie politique.
- juin 2005 : Michelle Courchesne annonce des mesures plus sévère concernant l'indexation du coût de la vie pour les assistés sociaux. Des subventions sont promises aux organismes qui en embaucheront.
- Juin 2005 : le taux d'insatisfaction du gouvernement Charest atteint 77 %.
- 19 octobre 2005 : Lucien Bouchard et quelques personnalités lancent le manifeste Pour un Québec lucide. Selon eux, l'économie québécoise est sur le déclin et ils préconisent un programme de droite pour la relancer. Deux semaines plus tard, six personnalités dont Françoise David et Luck Mervil, lancent leur propre manifeste, Pour un Québec solidaire, prônant un avenir plus social-démocrate.
- 15 novembre 2005 : À la suite de la course à la direction, André Boisclair succède à Bernard Landry à la tête du Parti québécois.
- 16 décembre 2005 : le gouvernement Charest impose les conditions de travail aux fonctionnaires de l'État.
- 23 janvier 2006 : le conservateur Stephen Harper remporte les élections fédérales et devient premier ministre du Canada.
- 6 mars 2006 : le gouvernement Charest annonce son intention de privatiser une partie du Parc national du Mont-Orford.
- 23 mars 2006 : Michel Audet annonce la création d'un fonds des générations dont le but est de faire diminuer la dette qui atteint maintenant 117 milliards $[réf. nécessaire].
- 11 mai 2006 : adoption de la loi sur le mont Orford et de la loi spéciale réglant les conditions de travail des médecins spécialistes.
- 20 juin 2006 : Monique Jérôme-Forget Annonce du règlement complet de l'équité salariale des employés de l'état, ce qui touchera plus de 327 000 employés, les syndicats sont heureux de cet accord, entièrement négocié.
- 7 juillet 2006 : lors d'une visite en France, Jean Charest déclare que la souveraineté du Québec est réalisable mais qu'elle n'est pas souhaitable.
- Octobre 2006 : un sondage Léger Marketing démontre que René Lévesque est le plus populaire des premiers ministres des cinquante dernières années avec 56 %. Il est suivi de loin par Robert Bourassa (14 %), Lucien Bouchard (7 %) et Jean Lesage (5 %).
- 3 novembre 2006 : Benoît Pelletier fait un plaidoyer en faveur d'une reconnaissance constitutionnelle de la nation québécoise. Deux semaines plus tard, Stephen Harper fait adopter à la Chambre des communes la Motion sur la nation québécoise.
- Décembre 2006 : le gouvernement Charest fait passer trois lois sous bâillon, sans pourtant la présence de contestation publique, dont une loi autorisant les épiceries à fermer plus tard et à garder plus d'employés.
- 21 février 2007 : le premier ministre Jean Charest déclenche les élections qui auront lieu le lundi 26 mars 2007.

### Deuxième mandat (2007–2008)
- 26 mars 2007 : le PLQ remporte les élections générales avec 48 sièges et 35 % des votes. L'ADQ devient l'opposition officielle avec 41 députés et 31 % des votes. Pour la première fois depuis 1970, le PQ récolte moins de 30 % des voix (28 %) et 36 sièges. Jean Charest est désormais à la tête d'un gouvernement minoritaire, le premier au Québec depuis 1878.
- 18 avril 2007 : Jean Charest fait connaître la composition de son nouveau cabinet qui, pour la première fois depuis les débuts de la Confédération, comprend le même nombre d'hommes et de femmes.
- 24 mai 2007 : le discours du budget de Monique Jérôme-Forget annonce des baisses d'impôt de $950 millions pour la classe moyenne mais n'obtient l'aval ni du PQ ni de l'ADQ. Ceux-ci  accusent le gouvernement de manquer de concertation et de souplesse et menacent de  le renverser s'il ne change pas son fusil d'épaule. C'est la crise gouvernementale.
- 1er juin 2007 : le budget est finalement adopté grâce à une entente de dernière minute entre Jean Charest et le Parti québécois. Celui-ci vote contre mais en s'organisant pour ne pas renverser le gouvernement.

### Troisième mandat (2008–2012)
- 8 décembre 2008 : le gouvernement libéral de Jean Charest est réélu pour un troisième mandat et obtient une courte majorité de 66 sièges sur 125 à l'Assemblée nationale du Québec. Le Parti québécois, sous la direction de Pauline Marois reprend son rôle d'opposition officielle avec 51 sièges. L'Action démocratique du Québec ne fait élire que sept de ses candidats et Mario Dumont annonce son départ prochain de la vie politique. Les électeurs de la circonscription de Mercier élisent le premier député de l'histoire de Québec solidaire, Amir Khadir.
- 19 octobre 2011 : le premier ministre Charest annonce la création de la Commission d'enquête sur l'octroi et la gestion des contrats publics dans l'industrie de la construction après avoir résisté aux demandes des québécois depuis plus de deux ans et demi[3]. La commission est présidée par la juge France Charbonneau et est chargée de faire la lumière sur les pratiques ayant cours dans le milieu de la construction au Québec ainsi que sur des liens qui pourraient exister entre l'attribution des contrats publics et le financement des partis politiques[4],[3].
- 14 mai 2012 : après 112 jours de conflit étudiant, la vice-première ministre et ministre de l'Éducation Line Beauchamp démissionne de son siège évoquant son échec à régler la grève étudiante québécoise de 2012[5].
- 1er août 2012 : déclenchement des élections par Jean Charest à l'aéroport international de Québec pour un scrutin le 4 septembre 2012.
- 4 septembre 2012 : lors des élections, Charest est défait dans la circonscription de Sherbrooke et le Parti libéral est remplacé par le Parti québécois à la tête d'un gouvernement minoritaire.
- 19 septembre 2012 : dissolution du 33e Conseil exécutif.

## Composition

### Premier cabinet (avril 2003 – avril 2007)

#### Composition initiale (29 avril 2003)
| Fonctions                                                                                                  | Titulaire               |
| --- | ----------------------- |
| Premier ministre Ministre responsable de la Jeunesse                                                       | Jean Charest            |
| Vice-première ministre Ministre des Relations internationales Ministre responsable de la Francophonie      | Monique Gagnon-Tremblay |
| Ministre des Finances                                                                                      | Yves Séguin             |
| Présidente du Conseil du Trésor Ministre responsable de l'Administration gouvernementale                   | Monique Jérôme-Forget   |
| Vice-président du Conseil du Trésor Ministre des Transports                                                | Yvon Marcoux            |
| Ministre des Affaires municipales, du Sport et du Loisir                                                   | Jean-Marc Fournier      |
| Ministre de l'Agriculture, des Pêcheries et de l'Alimentation                                              | Françoise Gauthier      |
| Ministre de la Culture et des Communications Ministre responsable de la Charte de la langue française      | Line Beauchamp          |
| Ministre du Développement économique et régional                                                           | Michel Audet            |
| Ministre de l'Éducation                                                                                    | Pierre Reid             |
| Ministre de l'Emploi, de la Solidarité sociale et de la Famille                                            | Claude Béchard          |
| Ministre de l'Environnement                                                                                | Thomas Mulcair          |
| Ministre de la Justice                                                                                     | Marc Bellemare          |
| Ministre des Relations avec les Citoyens et de l'Immigration Ministre responsable de la Condition féminine | Michelle Courchesne     |
| Ministre des Ressources naturelles, de la Faune et des Parcs                                               | Sam Hamad               |
| Ministre du Revenu                                                                                         | Lawrence Bergman        |
| Ministre de Santé et des Services sociaux                                                                  | Philippe Couillard      |
| Ministre de la Sécurité publique                                                                           | Jacques Chagnon         |
| Ministre du Travail                                                                                        | Michel Després          |
| Ministres délégués                                                                                         |                         |
| Ministre délégué aux Affaires intergouvernementales canadiennes et aux Affaires autochtones                | Benoît Pelletier        |
| Ministre déléguée au Développement régional et au Tourisme                                                 | Nathalie Normandeau     |
| Ministre déléguée à la Famille                                                                             | Carole Théberge         |
| Ministre délégué aux Forêts, à la Faune et aux Parcs                                                       | Pierre Corbeil          |
| Ministre délégué à la Réforme des institutions démocratiques                                               | Jacques P. Dupuis       |
| Ministre déléguée à la Santé et à la Condition des aînés                                                   | Julie Boulet            |
| Ministres responsables des régions                                                                         |                         |
| Abitibi-Témiscamingue                                                                                      | Pierre Corbeil          |
| Bas-St-Laurent                                                                                             | Claude Béchard          |
| Capitale-Nationale                                                                                         | Sam Hamad               |
| Centre-du-Québec                                                                                           | Julie Boulet            |
| Chaudière-Appalaches                                                                                       | Carole Théberge         |
| Côte-Nord                                                                                                  | Claude Béchard          |
| Estrie | Monique Gagnon-Tremblay |
| Gaspésie–Îles-de-la-Madeleine                                                                              | Nathalie Normandeau     |
| Lanaudière                                                                                                 | Jacques P. Dupuis       |
| Laurentides                                                                                                | Jacques P. Dupuis       |
| Laval | Michelle Courchesne     |
| Mauricie                                                                                                   | Julie Boulet            |
| Montérégie                                                                                                 | Jean-Marc Fournier      |
| Montréal                                                                                                   | Monique Jérôme-Forget   |
| Nord-du-Québec                                                                                             | Pierre Corbeil          |
| Outaouais                                                                                                  | Benoît Pelletier        |
| Saguenay–Lac-Saint-Jean                                                                                    | Françoise Gauthier      |
| Fonctions parlementaires                                                                                   |                         |
| Leader parlementaire                                                                                       | Jacques P. Dupuis       |
| Whip en chef du gouvernement                                                                               | Yvon Vallières          |
| Président du caucus ministériel                                                                            | Norman MacMillan        |

##### Ajustement du30 mai 2003
- Julie Boulet remet sa démission du poste de ministre déléguée à la Santé et à la Condition des aînés à la suite d'allégations de conflit d'intérêts[12]. Elle n'est pas remplacée à ce poste.

##### Remaniement enseptembre 2003
- Julie Boulet : ministre déléguée aux Transports et responsable de la Mauricie
- Monique Gagnon-Tremblay : vice-Première ministre, ministre des Relations internationales, ministre de la Francophonie, responsable de l'Estrie et du Centre-du-Québec

##### Remaniement enavril 2004
- Jacques Dupuis : ministre de la Justice, ministre délégué à la Réforme des institutions démocratiques, responsable des Laurentides et de Lanaudière et Leader Parlementaire du Gouvernement

##### Remaniement enfévrier 2005
- Michel Audet : ministre des Finances.
- Jean-Marc Fournier : ministre de l'Éducation, du Loisir et du Sport.
- Nathalie Normandeau : ministre des Affaires municipales et des Régions.
- Claude Béchard : ministre du Développement économique, de l'Innovation et de l'Exportation.
- Yvon Marcoux : ministre de la Justice.
- Jacques Dupuis : Vice-Premier Ministre, ministre de la Sécurité publique et Leader Parlementaire du Gouvernement
- Michel Després : ministre des Transports.
- Michelle Courchesne : ministre de l'Emploi et de la Solidarité sociale.
- Thomas Mulcair : ministre du Développement durable, de l'Environnement et des Parcs.
- Laurent Lessard : ministre du Travail.
- Pierre Corbeil : ministre des Ressources naturelles et de la Faune.
- Henri-François Gautrin : ministre délégué au Gouvernement en ligne.
- Yvon Vallières : ministre de l'Agriculture, des Pêcheries et de l'Alimentation.
- Lise Thériault : ministre de l'Immigration et des Communautés culturelles.
- Françoise Gauthier : ministre du Tourisme.
- Carole Théberge : ministre de la Famille, des Aînés et de la Condition féminine.
- Margaret F. Delisle : ministre délégué à la Protection de la Jeunesse et à la Réadaptation.
- Geoffrey Kelley : ministre délégué aux Affaires autochtones.
- Pierre Reid : ministre des Services gouvernementaux.

##### Remaniement enfévrier 2006
- Claude Béchard : ministre du Développement durable, de l'Environnement et des Parcs.
- Raymond Bachand : ministre au Développement économique, de l'Innovation et de l'Exportation.
- Henri-François Gautrin : ministre des Services Gouvernementaux et ministre délégué au Gouvernement en ligne.

### Deuxième cabinet (avril 2007 à décembre 2008)

#### Composition initiale (18 avril 2007)
| Fonctions | Titulaire               |
| --- | ----------------------- |
| Premier ministre | Jean Charest            |
| Vice-première ministre Ministre des Affaires municipales et des Régions | Nathalie Normandeau     |
| Ministre des Finances Présidente du Conseil du Trésor Ministre des Services gouvernementaux Ministre responsable de l'Administration gouvernementale                                                     | Monique Jérôme-Forget   |
| Ministre de l'Agriculture, des Pêcheries et de l'Alimentation | Laurent Lessard         |
| Ministre de la Culture, des Communications et de la Condition féminine Ministre responsable de la Charte de la langue française                                                                          | Christine St-Pierre     |
| Ministre du Développement durable, de l'Environnement et des Parcs | Line Beauchamp          |
| Ministre du Développement économique, de l'Innovation et de l'Exportation Ministre du Tourisme | Raymond Bachand         |
| Ministre de l'Éducation, du Loisir et du Sport | Michelle Courchesne     |
| Ministre de l'Emploi, de la Solidarité sociale | Sam Hamad               |
| Ministre de l'Immigration et des Communautés culturelles | Yolande James           |
| Ministre de la Justice Ministre de la Sécurité publique | Jacques P. Dupuis       |
| Ministre des Relations internationales Ministre responsable de la Francophonie | Monique Gagnon-Tremblay |
| Ministre des Ressources naturelles et de la Faune | Claude Béchard          |
| Ministre du Revenu Ministre responsable de la Réforme parlementaire | Jean-Marc Fournier      |
| Ministre de Santé et des Services sociaux | Philippe Couillard      |
| Ministre des Transports | Julie Boulet            |
| Ministre du Travail | David Whissell          |
| Ministre responsable des Affaires intergouvernementales canadiennes, des Affaires autochtones, de la Francophonie canadienne, de la Réforme des institutions démocratiques et de l'Accès à l'information | Benoît Pelletier        |
| Ministre responsable des Aînés | Marguerite Blais        |
| Fonctions parlementaires |                         |
| Leader parlementaire | Jean-Marc Fournier      |
| Whip en chef du gouvernement | Norman MacMillan        |
| Président du caucus ministériel | Yvon Vallières          |

##### Remaniement du25 juin 2008
- Yves Bolduc, qui n'est pas élu à l'Assemble nationale, est nommé ministre de la Santé et des Services sociaux en remplacement de Philippe Couillard qui quitte la vie politique[13].

### Troisième cabinet 2008 à 2012
Composition en décembre 2008
- Jean Charest : premier ministre
- Nathalie Normandeau : vice première ministre, ministre des Affaires municipales et des Régions et de l'Occupation du territoire, ministre responsable de la Gaspésie et des Îles de la Madeleine.
- Monique Gagnon-Tremblay : présidente du Conseil du trésor, ministre responsable de l'administration gouvernementale, ministre responsable de l'Estrie.
- Monique Jérôme-Forget : ministre des Finances, ministre responsable des Infrastructures.
- Jacques Dupuis : leader parlementaire du gouvernement, ministre de la Sécurité publique, ministre responsable des Affaires intergouvernementales canadiennes et de la Réforme des institutions démocratiques.
- Line Beauchamp : ministre du Développement durable, de l'Environnement et des Parcs, leader parlementaire adjointe du gouvernement.
- Claude Béchard : ministre des Ressources naturelles et de la Faune, ministre responsable du Bas-Saint-Laurent.
- Michelle Courchesne : ministre de l'Éducation, des Loisirs et du Sport, ministre responsable de la région de Laval.
- Raymond Bachand : ministre du Développement économique, de l'Innovation et de l'Exportation, ministre responsable de la région de Montréal.
- Yves Bolduc : ministre de la Santé et des Services sociaux.
- Laurent Lessard : ministre de l'Agriculture, des Pêcheries et de l'Alimentation, ministre responsable de la région de Chaudière-Appalaches et du Centre du Québec.
- Julie Boulet : ministre des Transports, ministre responsable de la Mauricie.
- Kathleen Weil : ministre de la Justice.
- Pierre Arcand : ministre des Relations internationales, ministre responsable de la francophonie.
- Sam Hamad : ministre de l'Emploi et de la Solidarité sociale, ministre responsable de la région de la Capitale-Nationale.
- David Whissell : ministre du Travail, ministre responsable des régions des Laurentides et de Lanaudière.
- Yolande James : ministre de l'Immigration et des Communautés culturelles.
- Nicole Ménard : ministre du Tourisme, ministre responsable de la Montérégie.
- Pierre Corbeil : ministre responsable des Affaires autochtones, ministre responsable de l'Abitibi-Témiscamingue et du Nord-du-Québec.
- Robert Dutil : ministre du Revenu.
- Marguerite Blais : ministre responsable des Aînés.
- Christine St-Pierre : ministre de la Culture, des Communications et de la Condition féminine.
- Tony Tomassi : ministre de la Famille.
- Dominique Vien : ministre des Services gouvernementaux.
- Lise Thériault : ministre délégué aux Services sociaux.
- Norman MacMillan : ministre délégué aux Transports, ministre responsable de la région de l'Outaouais.
- Serge Simard : ministre délégué aux Ressources naturelles et à la Faune, ministre responsable du Saguenay-Lac-Saint-Jean et de la région de la Côte-Nord.
- Pierre Moreau : whip en chef du gouvernement.
- Lawrence Bergman : président du caucus des députés ministériels.

Remaniement en avril 2009
- Raymond Bachand devient ministre des Finances en remplacement de Monique Jérôme-Forget. Bachand conserve ses précédentes responsabilités.

Remaniement en juin 2009
- Clément Gignac devient ministre du Développement économique, de l'Innovation et de l'Exportation.

Remaniement en septembre 2009
- Sam Hamad devient ministre du Travail en remplacement de David Whissell. Sam Hamad conserve ses précédentes responsabilités.

Remaniement en mai 2010
- Tony Tomassi est démis de ses fonctions de ministre de la Famille. Yolande James hérite de cette responsabilité.

Remaniement en août 2010
- Monique Gagnon-Tremblay : ministre des Relations internationales, ministre responsable de la francophonie et de l'Estrie.
- Jean-Marc Fournier : ministre de la Justice et responsable de la Réforme des institutions démocratiques.
- Line Beauchamp : ministre de l'Éducation, du Loisir et du Sport.
- Michelle Courchesne : présidente du Conseil du trésor, ministre des Services gouvernementaux, ministre responsable de la région de Laval.
- Raymond Bachand : ministre des Finances, ministre du Revenu, ministre responsable de la région de Montréal.
- Julie Boulet : ministre de l'Emploi et de la Solidarité sociale, ministre responsable de la Mauricie.
- Sam Hamad : ministre des Transports, ministre responsable de la région de la Capitale-Nationale.
- Robert Dutil : ministre de la Sécurité publique, leader parlementaire adjoint du gouvernement.
- Pierre Arcand : ministre du Développement durable, de l'Environnement et des Parcs.
- Kathleen Weil : ministre de l'Immigration et des Communautés culturelles.
- Lise Thériault : ministre du Travail.
- Dominique Vien : ministre déléguée aux Services sociaux.
- Yolande James : ministre de la Famille.

Remaniement en septembre 2010
- Nathalie Normandeau devient ministre des Ressources naturelles et de la Faune; ministre responsable des Affaires intergouvernementales canadiennes et de la Francophonie canadienne ; et ministre responsable de la région du Bas-Saint-Laurent, dans tous les cas à la suite du décès du ministre Claude Béchard. Nathalie Normandeau conserve ses précédentes responsabilités.
- Laurent Lessard devient ministre de l'Agriculture, des Pêcheries et de l'Alimentation à la suite du décès de Claude Béchard. Laurent Lessard conserve ses précédentes responsabilités.

Remaniement en février 2011
- Pierre Corbeil : ministre de l'Agriculture, des Pêcheries et de l'Alimentation.
- Geoffrey Kelley : ministre responsable des Affaires autochtones.
- Pierre Moreau : ministre responsable des Affaires intergouvernementales canadiennes et de la Francophonie canadienne, ministre responsable de la Réforme des institutions démocratiques et de l'Accès à l'information.
- Alain Paquet : ministre délégué aux Finances.
- Lucie Charlebois : whip en chef du gouvernement.
- Raymond Bernier : whip adjoint du gouvernement.

Remaniement en mai 2012
- Line Beauchamp : démissionne.
- Michelle Courchesne : devient ministre de l'Éducation, en plus de ses autres fonctions (également vice-première ministre lors de la démission de Line Beauchamp).